# Vicent Ferrer i Mayans
Vicent Ferrer i Mayans (Formentera, 1967) és filòleg i professor de llengua catalana.
L'any 1991 es va llicenciar en Filologia Catalana per la Universitat de Barcelona i actualment és professor de llengua i literatura a Formentera. A partir de 1986, quan treballava de mecànic de bicicletes per a pagar-se la carrera, edità els fanzines de còmic ADN i Cosmos factory, i és d'aquí d'on li ve la seva passió pel món literari. Més tard, es va especialitzar en literatura medieval i literatura moderna i arran d'aquí ha publicat diversos estudis monogràfics i articles de crítica literària a la Revista de Catalunya i Eivissa. A més, és redactor de l'Enciclopèdia d'Eivissa i Formentera des del 2001. Ha treballat també en els camps de la microtoponímia, la sociolingüística i la didàctica de la llengua. És autor del guió del còmic Història de les Pitiüses. Coneguem el Consell (2002) i ha fet d'il·lustrador en algunes publicacions.
El 2006 va rebre el Premi de Teatre Ciutat d'Alcoi amb la seva obra Carnatge, l'últim nibelung.

## Teatre
- Eren pesants, els gots (2000)
- S'illa de ses dones (2003)
- Cartutxos a la frontera (El Gall Editor, 2003)
- Lluny. Els captius d'Ibòsim (2006)
- En un somni de pirates, guardonada el 2002 amb el XI premi literari de teatre Memorial Antoni Santos i Antolí, de la Federació de Grups Amateurs de Teatre de Catalunya
- Tramuntana morta premi Ramon Vinyes de Teatre 2005
- Carnatge, guardonada el 2006 amb el premi de Teatre Ciutat d'Alcoi.[3]
- Snif... Snif... Corsaris! (El Gall Editor, 2006)